# 우물

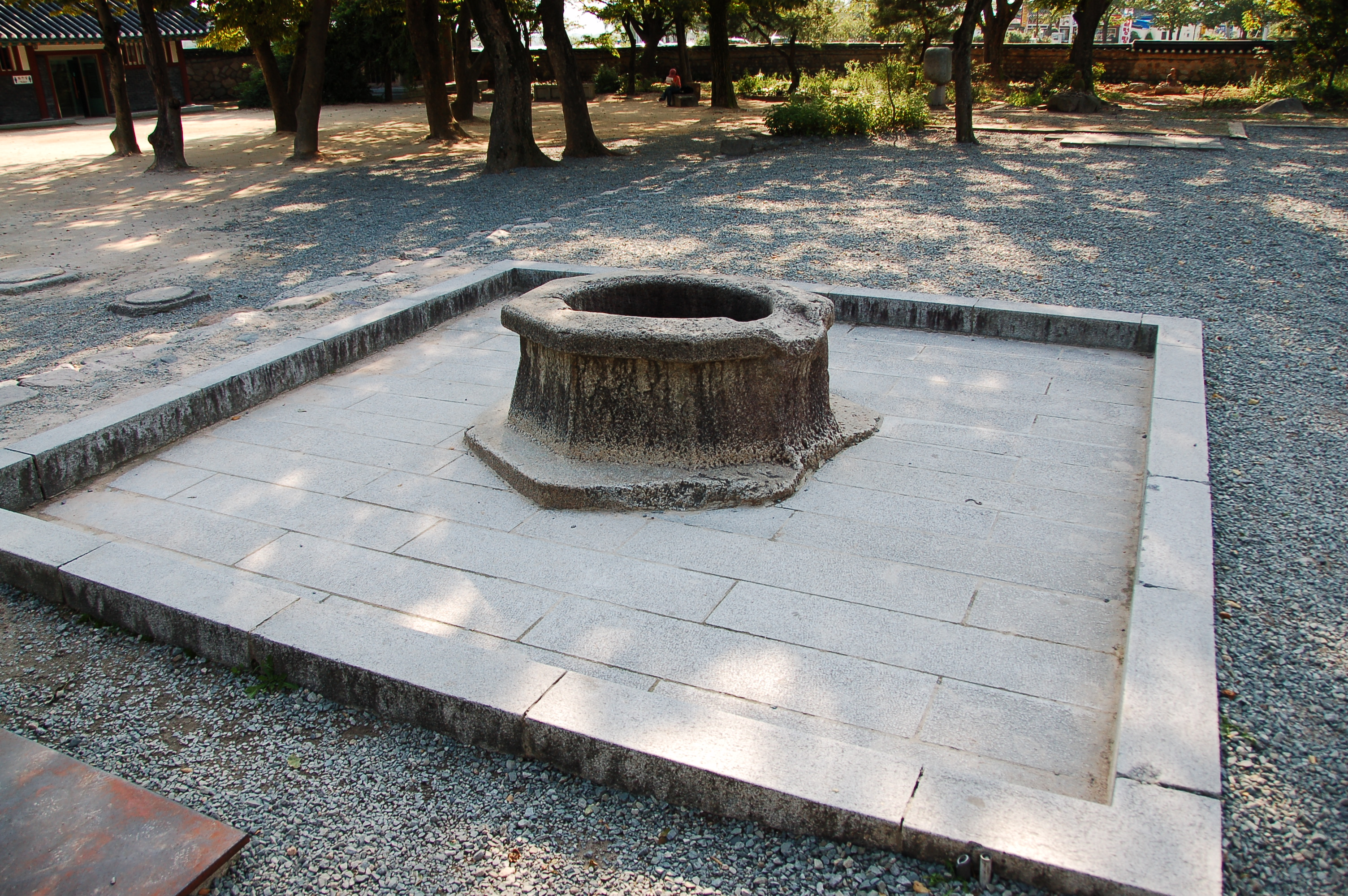
분황사에 있는 한 우물

우물은 물을 얻기 위하여 땅을 파고 물이 괴게 만든 시설이다. 우물 속의 물은 빗물이 땅 속으로 스며든 뒤 지하수가 흙과 바위 사이에 고인 것이다. 우물은 토양으로 여과된 물이므로 수질이 좋은 편이나 깨끗한 곳에 자리잡아야 하고, 땅 위에 있는 물이 우물 안으로 들어가지 않도록 세심한 관리가 필요하다.

## 용어
- 우물의 영향원 : 우물에서 수면이 지하수를 양수했을 때 영향을 받지 않는 곳까지의 거리[2]

## 우물의 종류

왼쪽부터 Dug Well은 집수정 바닥이 자갈층까지 도달한 심정호이다. 이보다 얕은 우물을 천정호라 한다. Gravel-Packed Well, Open hole well은 집수정이 불투수층을 뚫고 들어간 굴착정이다.

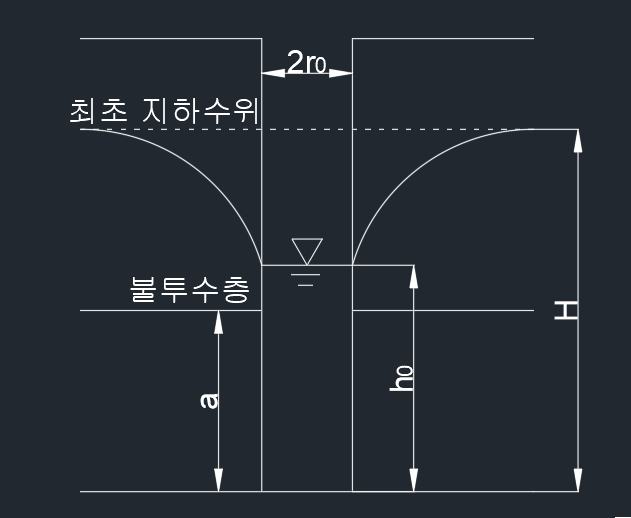
굴착정

### 굴착 방법에 따른 종류
- 인력관정(dug well): 사람의 힘이나 굴착 기계로 파여 있으며 보통 지름 60 센티미터가 넘는 우물.[3]
- 타설관정 (driven well): 굴착기계, 오우거, 제트 기계를 쓰지 않고 아래가 날카롭게 되어 있는 관을 타설하여 만든 지하수 우물.[4]
- 천공정 (drilled water): 구멍을 뚫는 데 이용하는 우물.

### 취수 위치에 따른 종류
- 굴착정(굴정호 Artesian well[5]): 집수정을 불투수층 사이에 있는 투수층까지 판 후 투수층 사이에 낀 피압 지하수를 양수하는 우물이다.[6] 투수계수 K, 양수 후 우물 최종 수위를 h0, 우물 수위를 h, 지하수심을 H, 영향원 반경 R, 우물 반경 r0, 피압 대수층의 높이를 a라고 하면 양수량(양수율) Q는 다음 식으로 나타낼 수 있다.[7][8][9]

{\displaystyle Q={\frac {2\pi aK(H-h_{0})}{ln(R/r_{0})}}}
- 깊은 우물(심정호, Deep Well) : 집수정의 바닥이 불투수층까지 도달한 우물. 자유수면 지하수를 양수하며, 수질이 상당히 양호하다.[6] 양수량(양수율) Q는 다음과 같다.[4][10]

{\displaystyle Q={\frac {\pi K(H^{2}-{h_{0}}^{2})}{ln(R/r_{0})}}}
- 얕은 우물(천정호, Shallow Well): 집수정 바닥이 불투수층까지 도달하지 못한 우물. 자유수면 지하수를 양수한다. 심정호에 비해 수질이 떨어진다.[5]

## 투과율
투과율 T = K·a로 정의한다.

## 참고 문헌
- 노재식; 한웅규; 정용욱 (2016). 《토목기사 대비 상하수도 공학》. 한솔아카데미. ISBN 9791156562344.
- 이재수 (2018). 《수문학》 2판. 구미서관. ISBN 9788982252914.
- 이 문서에는 다음커뮤니케이션(현 카카오)에서 GFDL 또는 CC-SA 라이선스로 배포한 글로벌 세계대백과사전의 내용을 기초로 작성된 글이 포함되어 있습니다.

## 같이 보기
- 상수도
- 정수
- 투수계수